# Пісняр-лісовик мічиганський
Пісняр-лісовик мічиганський (Setophaga kirtlandii) — вид горобцеподібних птахів родини піснярових (Parulidae). Поширений в Північній Америці в районі Великих озер.

## Назва
Наукова назва kirtlandii вшановує Джареда П. Кіртленда, лікаря з Огайо та натураліста-любителя.

## Поширення
Майже вся популяція Setophaga kirtlandii розмножується на півночі та в центральній частині Мічигану (США), невелика кількість – на Верхньому півострові Мічигану та у Вісконсині (США), а також в Онтаріо (Канада). Його також спостерігали влітку в Квебеку, хоча невідомо, що він там розмножується. У минулому ареал розмноження зазнав значного скорочення (до 18 км² у 1994 році). Зимує на Багамах, островах Теркс і Кайкос і Кубі. Частина також зимує на острові Гаїті. У Флориді неодноразово збирали та спостерігали зимуючих птахів. Було зареєстровано рідкісні зальоти на Бермудських островах і Ямайці, а також є непідтверджене повідомлення з узбережжя Мексики.

## Опис
Це найбільший представник свого роду, розміром приблизно 14-15 см завдовжки та вагою від 12 до 16 грамів. Він має блакитно-коричневий верх із темними смужками та жовтий низ із смугами на боках. Є тонкі смуги на крилах, темні ноги та білі очі. У самиць і молодих особин спина коричневіша.

## Спосіб життя
Харчуються комахами і деякими ягодами, що знаходяться в нижній частині дерев, взимку також їдять фрукти.